# Neorruralismo
Neorruralismo, ou Novos Rurais, é o movimento de pessoas que decidiram deixar as cidades e passar a viver nas áreas rurais, em um sentido contrário ao êxodo rural.
O neorruralismo surgiu durante a década de 1960 na França para designar, naquela época, o movimento de pessoas que abandonaram suas profissões e vida na cidade para morarem no meio rural, praticando a agricultura e criação de animais, sob a forma tradicional da agricultura familiar daquele país. Hoje esse conceito mudou, ficando um pouco mais amplo como veremos a seguir.
É marcante, na história moderna e contemporânea, desde a primeira revolução industrial, a intensificação do êxodo rural promovida pela demanda de mão de obra nas cidades e pela tecnificação da produção nas áreas agrícolas (agravado no ocidente pela concentração das terras em propriedades privadas), liberando mais pessoas do trabalho braçal rural em direção aos meios urbanos de produção.
Isso também foi bem observado por Milton Santos: "As cidades puderam formar-se graças a um determinado avanço das técnicas de produção agrícola, o qual propiciou a formação de um excedente de produtos alimentares. Com a existência desse excedente, algumas pessoas puderam dedicar-se a outras atividades, sendo a cidade, predominantemente, lugar de atividades não agrícolas".
Já no sentido contrário, as pessoas, ao se mudarem da cidade para o campo, trazem consigo um conjunto de valores, além de uma série de perspectivas de melhores condições e qualidade de vida para suas famílias. Desta forma, criam-se novas ruralidades que referem-se aos espaços habitados por comunidades humanas, com seus valores, histórias e pertencimento. Portanto, na medida em que os novos rurais se instalam no espaço, criam novas ruralidades, ao modificarem não só a sua própria vida, mas a dinâmica do viver local, da comunidade onde se inserem.
Milton Santos cita que “o campo brasileiro moderno repele os pobres”; condição que se acentuou desde então. Enquanto isso, a cidade também fomenta condições que conduzem algumas pessoas a condições críticas. Ao perceberem essa exploração e desigualdade urbana, buscam no retorno ao rural uma melhora na qualidade de vida.
Essa desigualdade é evidenciada no Censo Agropecuário do Brasil de 2017, quando apresenta que aproximadamente 1% dos imóveis agrícolas do Brasil somam 47,6% de todas as áreas agrícolas do país, enquanto os 50% menores estabelecimentos somados ocupam apenas 2,3% do território agrícola.
Santos ainda complexifica a questão, ao afirmar que não se trata mais da divisão distinta entre “regiões rurais” e “cidades”, pois hoje existem grandes “áreas agrícolas contendo cidades adaptadas às suas demandas e, […] áreas rurais”, nas cidades, “adaptadas a demandas urbanas”, sendo estas preferencialmente localizadas nas regiões metropolitanas, que vêm se urbanizando cada vez mais nas últimas décadas.
Ou seja, em busca de uma melhor qualidade de vida no campo, as pessoas não necessariamente precisariam se afastar por completo das facilidades oferecidas pelas cidades. Novos rurais portanto podem se encontrar nas mais diversas situações, mais ou menos rurais, com maior ou menor influência urbana. Santos ainda confirma que essa tendência de aproximação do agrícola com os limites urbanos “ganhará corpo e vai generalizar-se nos próximos decênios ”. Como o conceito de "agrícola" envolve o sentido produtivo mais que o conceito de "rural", podemos perceber uma outra tendência distinta, mais rural, que é confirmada por De Matheus E Silva ao propor uma “contracultura espacial” por pessoas que vão no sentido contrário do movimento predominante, buscando o rural e se tornando novos camponeses, inclusive algumas delas através da permacultura.
O “movimento de migração do espaço urbano-rural ” tem também um histórico recente, “sendo apontado o seu início no ano de 1968 ”. Embora tenha durado apenas até meados da década de 1970 na Europa do Norte e Ocidental, foi particularmente importante na França, em áreas envelhecidas e despovoadas transformando-se os novos residentes em “importantes agentes de desenvolvimento local, devido ao seu capital cultural e experiência ”.
O que Giuliani explica: "[…] na prática, o neorruralismo expressa a ideia de que uma série de valores típicos do velho mundo rural, e que se pensava estarem em vias de extinção, passam por um certo revigoramento e começam a ganhar para si a adesão de pessoas da cidade. A volta às relações diretas com a natureza, a ciclos produtivos e tempo de trabalho mais longos e menos rígidos, ao ar puro e à tranquilidade, assim como o desejo de relações sociais mais profundas e, sobretudo, da autodeterminação, são as dimensões que atraem pessoas da cidade ao campo; assim como outrora as luzes da cidade atraíram a população do campo ".
Estes valores parece que voltaram a tomar um novo vigor no Brasil durante a recente pandemia de Covid-19 (causada pelo “novo Coronavírus”, SARS-CoV-2) quando as limitações desse sistema urbano ficaram mais evidentes às pessoas, por alguns motivos, como estarem submetidas ao isolamento social imposto às cidades, à dificuldade de acesso a alguns recursos, também associada a uma grande estiagem atípica que durou praticamente um semestre inteiro em grande parte do Brasil. Tais limitações, segundo Leal (2014), sobre outros contextos, podem levar a um povoamento neorrural, que “é o termo escolhido para designar a expressão territorial deste movimento social de retorno ao campo, que é hoje um objeto de estudo estimulante para a geografia e para o planejamento, […] devido ao seu impacto no território” (LEAL, 2014, p.15).
Já o termo “neorrural” ou "novo rural", como um termo que é novo para os brasileiros, embora relativamente bem difundido na Europa, traz também outras possibilidades de interpretação.

Para Maria Roca (2011, p.7), neorrurais:
"[…] são os indivíduos provenientes de meio urbano que, motivados por razões socioeconômicas, culturais e/ou ambientais, mudaram pela primeira vez ou regressaram ao meio rural, sendo que residem e/ou exercem atividades agrícolas ou não agrícolas no campo ".
Também é visto como:
"[…] uma nova classe de pessoas que, tendo nascido na cidade, optam por viver no campo, aproveitando o melhor de ambos os mundos. Estas pessoas procuram, nas zonas com menor concentração populacional o contacto mais próximo com a natureza, uma maior qualidade de vida" (AZEVEDO, 2010, p.82).
E outros conceitos como:
- “pessoas de diferentes idades e perfis que decidem retornar, ou simplesmente se mudar pela primeira vez para áreas rurais[14]” (ASSEMBLÉE PARLEMENTAIRE, 2007, p.135);
- “Urbanos instalados no campo[1] ” (UE – Observatório Europeu Leader apud PINTO, 2015 p.7);
- “Indivíduos que viviam nas cidades e passam a buscar o campo como espaço de residência, em função, sobretudo, da tranquilidade e da proximidade com a ‘natureza’[15]” (CANDIOTTO; CORRÊA, 2008, p.240);

E ainda
"O que faz reviver os valores próprios do mundo rural, transformando-os em força crítica das formas em que a sociedade inteira se desenvolve, é uma livre escolha bem precisa e particular. Isto é, quando as pessoas decidem não mais morar na cidade e não mais trabalhar em profissões urbanas, resolvendo se mudar para o campo e trabalhar na agricultura ou na criação de animais " (GIULIANI, 1990, p.1).
Também conceitos divergentes ou distintos, como de que:
- “os ‘neorrurais’ não vivem, geralmente, no campo, têm uma cultura pró-campo, são amigos do campo mesmo vivendo na cidade grande[16]” (COVAS, 2009, p.7);
- “proprietários de segundas residências ou residência habitual no espaço rural[10] ” (ROCA, 2011, p.6).
- “não gosto do rótulo ‘neorrurais’, eu gosto de falar os ‘novos rurais’, porque eu acho que vocês estão construindo outros rurais, de mais esperança, de mais solidariedade, de mais realidade, de mais ecologia[17]” (GUZZATTI apud NEPerma UFSC, 2020, tempo 1:28:26)1.

Adotaremos aqui, em suma, o conceito de Venturi (2020) que: "novos rurais são pessoas que viveram parte da vida nas cidades e decidiram voltar ou migrar para a vida em áreas rurais, levando consigo seus conhecimentos e valores trazidos dos lugares de onde viveram ".

## Neorruralismo no Brasil
Na atualidade, o Brasil possui cerca de 84% de população urbana (IBGE, 2010), mesmo contando com cerca de 60% dos municípios sendo rurais, graças a um histórico de investimento quase exclusivo no crescimento urbano e industrial, em especial nas décadas de 1960 e 70, e falta de foco governamental na qualidade de vida no meio rural, marcado pela ausência de serviços básicos como saúde e segurança. Além disso, criaram-se políticas de incentivo à concentração de terras, expulsando cada vez mais pessoas do campo, muitas vezes por milícias armadas, contratadas por latifundiários.
Por outro lado, sabe-se que (embora sob uma perspectiva ainda utópica) o Brasil possui imensa extensão territorial e condições climáticas favoráveis a uma distribuição de boa parte desta população, hoje urbana, para as áreas rurais, com condições de sustentação adequadas à qualidade de vida almejada e ainda contribuindo para a produção de alimentos e a conservação ambiental, bastando ter vontade, apoio e condições políticas para isso.
Bernard Kayser citado por Santos (1993, p.121) diria que estamos presenciando um êxodo urbano. Mas não seria o caso visto que na realidade seria um fenômeno em que as cidades grandes não diminuem, mas crescem cada vez mais lentamente enquanto as cidades ditas médias crescem mais rapidamente que aquelas e que as pequenas. Cidades pequenas, que de “cidade”, urbanisticamente muitas vezes têm pouco e são ainda quase totalmente rurais, ou mais rurais que os dados oficiais apregoam. Este fenômeno de crescimento das pequenas e médias cidades foi acentuado com os programas de descentralização do governo federal que levaram, por exemplo, universidades públicas e outros órgãos para essas cidades intermediárias entre 2003 e 2011.
Em países onde esse fluxo é mais comum, como França e Portugal, há dados das ocorrências e movimentações da cidade para o campo, dados estes que não são aprofundados e diferenciados no Brasil, como também ocorre em relação aos estudos sobre o movimento contrário. No caso da França, até mesmo novas organizações foram criadas com a missão de motivar novos moradores para as áreas rurais onde está acontecendo um grande envelhecimento da população original, valorizando estes espaços anteriormente negligenciados. Como bem coloca Giuliani:
É esta, talvez, a dimensão mais evidente e a racionalização primeira do neorruralismo: valorizar o espaço cotidiano; tornando-o suportável, desejável, consumível. De fato, essa é a primeira justificativa oferecida pelos “novos rurais”, tanto franceses como brasileiros, à sua decisão de mudar para o campo. Todos eles, ao tecer elogios incondicionais às qualidades da vida agreste, definem como degradadas e degradantes as condições de vida nas cidades.
Assim, para Providence (1981) apud Giuliani (1990), 
"[...] estaríamos frente a uma situação paradoxal: o modo de produzir arcaico dos camponeses gera nos atores motivações e expectativas de um modelo ideológico moderno, enquanto o modo de produzir moderno gera motivações e expectativas ‘neorruralistas’ que, no fundo, têm suas raízes no modelo ideológico arcaico pré-capitalista " (PROVIDENCE, 1981 apud GIULIANI, 1990).
No final do século passado, os novos rurais brasileiros diferenciavam-se dos franceses por não buscarem uma agricultura familiar e sim o modelo então predominante no Brasil, uma agricultura produtivista capitalista. Buscavam o campo, também e principalmente, como uma forma de renda, comumente distinta da que conseguiriam na cidade e muitas vezes até inovadora e diferenciada para o campo.
Algo em comum que aqueles neorrurais de 1990, tanto franceses quanto brasileiros, tinham com os atuais, é o interesse na busca pelo conhecimento: Correr livrarias e bibliotecas, fazer cursos ou conversar com técnicos especialistas, manter correspondência com outros produtores nacionais ou estrangeiros, são caminhos que todos eles trilharam no processo de se tornarem os produtores especializados que atualmente são.
Ao falar de suas atividades, os “novos rurais” expressam uma satisfação com o fato de terem construído as condições de uma vida mais serena, mais harmoniosa, na qual o tempo de trabalho não contrasta com o tempo livre. Tempo de lazer e tempo produtivo se confundem, porque as atividades desempenhadas são fruto de uma escolha. É explícito o prazer de seu exercício, porque obriga a uma contínua superação de dificuldades e barreiras, proporcionando assim uma aprendizagem e um crescimento contínuo. O trabalho não é visto como alienado nem alienante; ele é percebido como personificante, construtivo e enriquecedor.
Além da superação pessoal da “anomia” e da “atopia” dos antigos neorrurais brasileiros da década de 1990 que, sem permitir o mesmo aos seus funcionários, não atingiam mudanças significativas em seu novo local:
Mas no plano social estariam eles contribuindo para alguma mudança? Estariam promovendo uma “reterritorialização” no sentido que os franceses apontam? Sua inserção no campo estaria, de alguma maneira, mudando as formas de “habitá-lo”? Sua organização da produção e da vida cotidiana estariam configurando modelos alternativos, que contestam ao mesmo tempo a sufocante vida urbana e o tradicionalismo estagnante da vida rural? O território (local) de sua inserção, é objeto de reflexão, ou de ação, no sentido de estender as preocupações que os levaram a escolher o campo em lugar da cidade? Em suma, poderiam ser veículos de uma nova moral produtiva e associativa? Em geral, a inserção dos “novos rurais” não parece provocar grandes mudanças no local.
Apesar das diferenças dos neorrurais brasileiros da década de 1990 com os franceses, muito disso se deveria ao fato de 
"[…] que na Europa, a “identidade local”, como reação à homogeneização industrial-urbana, toma corpo somente depois que os problemas materiais vêm sendo resolvidos, isto é, somente quando a população do interior alcança um nível de vida igual ao das cidades, perdendo assim o estigma de cidadãos de segunda classe ".
Processo que no Brasil ainda está por acontecer, já que o que houve teria sido não uma ruralização, mas a criação de um modelo agrícola muito mais capitalista e industrial, com forte dependência urbana, o que portanto permite a comparação com a neorruralização da França.
De acordo com Giuliani (1990):
"[…] outra dimensão importante do neorruralismo é a esfera da soberania individual, que volta a ganhar espaço. A vida urbana e industrial construiu redes de condicionamento e de controle social sempre mais fechadas, onde uma suposta autonomia individual se expressa quase exclusivamente pelo desejo de consumo e de atividades de lazer ".
E também 
"[…] o neorruralismo se caracteriza por dimensões afirmativas, como a valorização da natureza e da vida cotidiana, a busca de autodeterminação, do trabalho como prazer, da integralização do tempo e das relações sociais. E, ainda, como o outro lado da mesma moeda, se caracteriza por dimensões negativas: a recusa do espaço e do tempo da indústria, a critica à ditadura dos papéis produtivos típicos da cidade que dirigem os indivíduos a labirintos de frustrantes relações secundárias ".
Nesta direção, foram se encaminhando as atividades inovadoras dessas novas propriedades rurais. Observa-se nelas alguns aspectos em comum, dos quais se destaca a busca pela qualidade de vida, através da multifuncionalidade da propriedade rural, resultando num almejo pela soberania alimentar de seus moradores, devido à produção para autoconsumo com diversidade e qualidade, reduzindo a dependência do mercado. Esta redução tende a seguir também em outros aspectos além do alimentar, podendo passar pela autoconstrução, automanufatura de outros produtos, como limpeza, vestuário, remédios e cuidados diversos, etc. Segundo Bandeira (2014), a 
"[…] abertura de movimentos e mobilizações, de um algo novo para a objetivação das realidades, são passos importantes que objetivam a potencialidade humana. Nesse contexto, pode-se citar um movimento que vem ganhando destaque a nível mundial conhecido como 'Novos Rurais'. Esse é um movimento social, que nasceu em Portugal, que busca uma fuga OU uma 'vontade de agir', e envolve uma classe de pessoas que optam por viver no campo, buscando formas alternativas de sustentabilidade, tornando-se o oposto das visões pregadas pelo capitalismo. Esse movimento vem ganhando espaço em outros países e passa a ser importante o reconhecimento de dispositivos que possam ligar realidades distintas. Embora Brasil e Portugal mantenham laços de identidade, é de suma importância evidenciar, no contexto dos 'Novos Rurais', as realidades distintas que podem ser evidenciadas entre ambos, bem como avaliar se as 'soluções' propostas têm validade social e de sustentabilidade. Essas soluções deverão transcender caminhos de ações meramente paliativas, devendo ser ações conscientes, preventivas e normatizadas por práticas objetivas da consciência humana".
Essa ideia de sustentabilidade e consciência a ser aplicada pelos novos rurais remete, então, ao planejamento proposto pela permacultura.
À medida que esses novos rurais se agregam às comunidades, trazendo consigo um conjunto de conhecimentos, posturas e informações, modificam a dinâmica e a paisagem local, como foi apresentado nas “contraculturas espaciais”, que, ao apresentar o movimento de “contraculturas espaciais” dos novos rurais, explica que “são experimentos de organização socioespacial de cunho alternativo que se tornaram populares na década de 1960”. E que “a partir dos anos 1990, acompanhando um novo período de crise do capitalismo, é possível perceber a renovação e o fortalecimento deste movimento, com o surgimento de novas experiências deste tipo, muitas das quais inspiradas pela permacultura, conceito que se refere ao desenho de assentamentos humanos sustentáveis ”.

## Uma Permacultura Neorrural
Parte das pessoas que deixam as cidades em busca de uma melhor qualidade de vida no campo são permacultores que, antes ou depois de deixarem as cidades, participaram de capacitações específicas sobre este assunto e se encorajaram a mudar de vida em busca de um ambiente melhor, mas ainda não existem levantamentos de qual seria essa parcela.
A permacultura propõe um sistema de organização espacial para que as pessoas convivam de forma integrada à natureza e em relações sociais locais, buscando autossuficiência e sustentabilidade, com baixo impacto ambiental, cujas relações são baseadas na observação da natureza, no cuidado e no respeito mútuo, bem como no compartilhamento de excedentes e no limite ao consumismo. A permacultura ensina, portanto, formas de planejamento de ambientes humanos sustentáveis, envolvendo questões éticas no cuidado com a Terra, com as pessoas e nas relações, compartilhando excedentes, inclusive conhecimentos. Ela trata desde as formas de cultivo, alimentação, preparo da terra, de captação e uso da água e energias, às relações humanas, a forma de se organizar, planejar e construir o espaço, como será melhor visto a seguir.
Resumidamente, em relação ao método adotado por parte desses novos rurais é que na forma de se pensar proposta pela permacultura, os sistemas produtivos são organizados para se atingir as expectativas da sociedade, comunidade ou grupo que planeja os espaços.
A permacultura, assim vista como movimento e forma de planejamento do espaço, costumeiramente é pensada para o rural, talvez pela disponibilidade de espaços ainda livres nessas áreas, ao contrário das cidades, que quase inevitavelmente se engessam com seus prédios, construções e ocupações do espaço, normalmente nada ou pouco planejadas de forma a serem permanentes ou autossustentáveis.
E o que seria uma permacultura neorrural? Portanto a permacultura neorrural seria uma forma de planejamento sustentável do espaço rural proposta por essas pessoas que migraram da cidade para essas áreas, trazendo suas visões de mundo, valores, culturas e necessidades. Muitas dessas necessidades podem ser novas para os tradicionais rurais, enquanto outras podem ser releituras de culturas ou tradições rurais que foram perdidas pelas pessoas do campo, sendo substituídas por novas técnicas e soluções trazidas da cidade ou por empresas que focaram em atender a esse público rural.
E por que não uma permacultura urbana? Esse discurso é recente e, segundo observações, tornou-se mais frequente nos anos 2000. Não se sabe se isso se deve ao fato de a população urbana mundial ter superado a população rural apenas em 2007 ou porque a permacultura tornou-se mais conhecida e popular nesta última década (2010), principalmente entre as pessoas que têm maior facilidade de acesso a novas tecnologias de comunicação e informação, isto é, principalmente pela população urbana.
Costuma-se ouvir, dentre as críticas e sugestões dos estudantes de permacultura que, durante os cursos (Curso de Planejamento em Permacultura - Permaculture Design Course - PDC), a permacultura para espaços urbanos é pouco discutida e apresentada. Possivelmente, isso se deve ao supracitado engessamento das cidades, que diminui a liberdade e as possibilidades de um planejamento com ações mais efetivas no sentido de se atingir uma autossustentabilidade. Não que a permacultura (e as técnicas difundidas por seus membros) não possam possibilitar uma melhora na qualidade de vida de quem vive nas cidades. A permacultura é uma forma de planejamento que cabe em todos os ambientes, inclusive urbanos, mas estuda suas aplicações para contextos mais amplos (como biomas) que devem ser adaptados à cada contexto menor (paisagem). Entretanto, por causa da forma como foi se desenvolvendo, o espaço urbano, nas cidades mais antigas e maiores principalmente, restringe muito a possibilidade de permanência sem o aporte de energia externa (insumos e recursos), o que reduz a autossuficiência e sustentabilidade. Isto torna a permacultura urbana ainda uma utopia a ser perseguida.
Em cidades menores, mais rurais ou que ainda estão em fase de planejamento, a permacultura talvez seria mais viável, o que, neste caso, levaria mais as pessoas a escolherem nelas permanecer. Exemplos de iniciativas nesse sentido estão aparecendo em diversos lugares, por proatividade de permacultores que atuam em suas comunidades e, algumas vezes, assumem até mesmo cargos políticos, levando a forma de planejamento permacultural para as leis e políticas locais.
Para tornar isso possível, pode-se, por exemplo, atuar através de uma organização local, como comunidades urbanas e suas associações de rua ou bairro, de modo a atender todas ou boa parte de suas demandas, cujas soluções possam ser encontradas localmente. É fato que nas áreas rurais isso acontece com maior frequência e intensidade, muitas vezes por falta de opção, haja vista a menor presença do poder público, levando seus moradores a se auto-organizarem e necessitarem encontrar certo grau de autonomia. Com a vinda de pessoas de distintas origens para estes lugares (como no caso dos novos rurais indo morar nas áreas não urbanas), trazendo consigo suas diferentes experiências, acabam por contribuir para essa organização em busca de soluções para as comunidades onde estão inseridos.